# Валера-Фратта
Валера-Фратта (італ. Valera Fratta) — муніципалітет в Італії, у регіоні Ломбардія, провінція Лоді.
Валера-Фратта розташована на відстані близько 460 км на північний захід від Рима, 22 км на південний схід від Мілана, 17 км на захід від Лоді.
Населення — 1675 осіб (2014).

## Демографія
Населення за роками:

Станом на 1 січня 2023 року в муніципалітеті офіційно проживали 294 іноземці з 30 країн, серед них 152 громадяни країн Євросоюзу та 9 громадян України.

## Сусідні муніципалітети
- Баскапе
- Казелле-Лурані
- Марудо
- Марцано
- Торре-д'Арезе
- Торревеккія-Пія
- Віллантеріо